# Cabril (Castro Daire)
Cabril es una freguesia portuguesa del concelho de Castro Daire, con 21,92 km² de superficie y 591 habitantes (2001). Su densidad de población es de 27,0 hab/km².